# Just Be
Just Be es el segundo álbum en solitario, así como el segundo álbum de estudio, del productor de trance DJ Tiësto. El álbum, lanzado el 6 de abril de 2004 en Países Bajos, el 15 de mayo de 2004 en Estados Unidos y el 2 de enero de 2006 en el resto del mundo, contiene interpretaciones vocales de Brian Transeau (BT), Kirsty Hawkshaw y Matt Hales (Aqualung).
Los sencillos del álbum fueron «Love Comes Again», «Traffic», «Just Be» y «Adagio for Strings». Estos sencillos, al igual que aquellos de In My Memory, son considerados los pilares de la carrera discográfica de Tiësto. El sencillo «Adagio for Strings» es en realidad un cover de la obra Adagio para cuerdas, compuesta por Samuel Barber en 1938, para cámaras orquestales de cuerdas.

## Lista de canciones
| Just Be |                                            |          |  |
| N.º     | Título                                     | Duración |  |
| 1.      | «Forever Today»                            | 11:59    |  |
| 2.      | «Loves Comes Again» (feat BT)              | 8:09     |  |
| 3.      | «Traffic»                                  | 5:27     |  |
| 4.      | «Sweet Misery» (feat Joanne Lloyd)         | 7:29     |  |
| 5.      | «Nyana»                                    | 6:44     |  |
| 6.      | «UR» (feat Matt Hales from Aqualung)       | 5:59     |  |
| 7.      | «Walking on Clouds» (feat Kirsty Hawkshaw) | 7:27     |  |
| 8.      | «A Tear in the Open»                       | 9:22     |  |
| 9.      | «Just Be» (feat Kirsty Hawkshaw)           | 8:44     |  |
| 10.     | «Adagio for Strings»                       | 7:23     |  |
| 78:47   |                                            |          |  |

## Álbum de Remix
DJ Tiësto realiza el álbum de remix a partir de su álbum de estudio Just Be. El álbum lleva el nombre de Just Be: Remixed.